# Ушинци
Ушинци је село које се налази у општини Разград у Бугарској. Према подацима од 2015. године има 242 становника.

## Мапа
- локација села Ушинци на електронској мапи[мртва веза]
- локација села Ушинци на електронској мапи[мртва веза]
- Google локација села Ушинци на електронској мапи[мртва веза]

## Линкови
- Статистика становништва